# ستيفن غولدستاين
ستيفن غولدستاين (بالإنجليزية: Steven Goldstein)‏ هو ناشط حقوق إل جي بي تي أمريكي، ولد في 11 يونيو 1962 في بروكلين في الولايات المتحدة.